# Institució de la memòria
El terme institució de la memòria, sovint anomenat col·lectivament com a "institucions de la memòria", és un terme col·lectiu per a les institucions que preserven i transmeten els coneixements. Es tracta, en particular de les biblioteques, els museus i els arxius. Per referir-se a elles s'aplica sovint el terme GLAM, format a partir de les paraules angleses «galleries, libraries, archives, and museums» («pinacoteques, biblioteques, arxius i museus»). El terme fou introduït per Lorcan Dempsey en 1999, passant a ser usat habitualment en Biblioteconomia i Documentació.
El terme va ser encunyat en un principi per referir-se a la informació digital en el context d'arxiu a llarg termini i la posada a disposició del públic. Tot i les grans diferències en la ubicació i la forma d'organització i el coneixement emmagatzemat, les institucions de la memòria s'enfronten a problemes similars en termes de tecnologia, finançament i drets d'autor. Des de la perspectiva dels usuaris d'ofertes digitals d'institucions del patrimoni cultural, és irrellevant on es trobava originalment la informació recuperada. Diversos autors entenen que les institucions de la memòria van més enllà de les tradicionalment anomenades com a tals (arxius, biblioteques i museus).